# Al Cervi
Alfred "Al" Nicholas Cervi (Buffalo, Nueva York, 12 de febrero de 1917-Rochester, Nueva York, 9 de noviembre de 2009) fue un jugador y entrenador de baloncesto estadounidense que disputó 7 temporadas en la NBL y otras 4 en la NBA. Fue además entrenador en ambas ligas, destacando su labor en los Syracuse Nationals. Con 1,80 metros de estatura, jugaba en la posición de base. En 1985 fue incluido en el selecto grupo del Basketball Hall of Fame como jugador.
Falleció en Rochester, Nueva York el 9 de noviembre de 2009.

## Trayectoria deportiva

### Sus primeros años
Cervi capitaneó los equipos de baloncesto y béisbol del instituto East High School de Buffalo, siendo elegido en ambos deportes en el mejor equipo de la ciudad. Dejó el instituto antes de terminar su ciclo escolar, y, tras jugar durante una temporada en un equipo de la asociación YMCA, firmó su primer contrato profesional en 1937 con los Buffalo Bisons de la recién creada National Basketball League a razón de 15 dólares por partido.
En 1940 decide unirse al Cuerpo Aéreo del Ejército de los Estados Unidos, donde permanecería sirviendo a su país hasta 1945.

### Profesional
Tras regresar del servicio militar, fichó por Rochester Royals en la temporada 1945-46, con los que ganó el título de la NBL. Al año siguiente, Cervi lideró la liga en anotación con 14,4 puntos por partido, fue incluido por vez primera en el mejor quinteto de la liga (algo que conseguía en dos ocasiones más) y fue elegido MVP de la competición. A pesar de ello su equipo perdió en las Finales ante los Chicago American Gears, liderados por un joven George Mikan. La temporada siguiente fue muy similar, con una nueva aparición en el mejor quinteto, un nevo título de división para su equipo, y de nuevo cayendo en la final ante Mikan, esta vez en las filas de Minneapolis Lakers.
Cuando el equipo de Rochester decidió trasladarse a la Basketball Association of America en 1948, Cervi firmó por Syracuse Nationals como jugador-entrenador, logrando algo que no tiene precedentes en la historia del baloncesto estadounidense, ya que fue elegido en el mismo año en el mejor quinteto de la liga y a la vez, Entrenador del Año. Las dos ligas se unieron al año siguiente, disputando la primera temporada ya con la denominación de NBA.
Los Nats, con Cervi como jugador-entrenador, ganaron sendos títulos de división en 1950, y 1952., colgando las botas al año siguiente, para centrarse en exclusiva en su papel de entrenador.
En sus cuatro temporadas en la NBA promedió 7,9 puntos y 3,2 rebotes, mientras que en sus estadísticas acumuladas desde 1946 consiguió 10,2 puntos por partido en 381 encuentros disputados.

### Entrenador
Tras dejar los terrenos de juego, continuó como entrenador de Syracuse hasta la temporada 1956-57, ganando el campeonato de la NBA en 1955 y siendo elegido esa misma temporada Entrenador del Año.
Tras un año sin equipo, en 1958 ficha por Philadelphia Warriors, en la que sería su última temporada ocupando un banquillo de la mejor liga del mundo. En total ganó 350 partidos como entrenador, perdiendo 267. Su porcentaje de victorias es del 57,3%, lo que lo convierte en el undécimo entrenador con mejor balance de la historia de la competición.

## Logros personales
- En el año 1985 fue incluido en el prestigioso Basketball Hall of Fame como jugador.
- En 2003 fue también incluido en el Buffalo Sports Hall of Fame.[2]

## Estadísticas de su carrera en la NBA

### Temporada regular
| Año     | Equipo   | PJ  | MPP  | TC%  | TL%  | RPP | APP | PPP  |
| ------- | -------- | --- | ---- | ---- | ---- | --- | --- | ---- |
| 1949–50 | Syracuse | 56  | –    | .332 | .829 | –   | 4.7 | 10.2 |
| 1950–51 | Syracuse | 53  | –    | .382 | .819 | 2.9 | 3.9 | 8.6  |
| 1951–52 | Syracuse | 55  | 15.5 | .354 | .883 | 1.6 | 2.7 | 7.6  |
| 1952–53 | Syracuse | 38  | 7.9  | .437 | .810 | 0.6 | 0.7 | 3.8  |
| Total   | Total    | 202 | 12.4 | .359 | .839 | 1.8 | 3.2 | 7.9  |

### Playoffs
| Año    | Equipo   | PJ | MPP  | TC%  | TL%  | RPP | APP | PPP  |
| ------ | -------- | -- | ---- | ---- | ---- | --- | --- | ---- |
| 1950   | Syracuse | 11 | –    | .338 | .826 | –   | 4.7 | 7.6  |
| 1951   | Syracuse | 7  | –    | .304 | .880 | 4.7 | 5.4 | 11.1 |
| 1952   | Syracuse | 7  | 12.6 | .223 | .957 | 1.4 | 2.1 | 5.1  |
| 1953   | Syracuse | 2  | 14.0 | .600 | .800 | 0.0 | 0.5 | 9.0  |
| Career | Career   | 27 | 12.9 | .314 | .866 | 2.7 | 3.9 | 8.0  |